# Uczelnie w Irlandii
Lista uczelni w Irlandii – obejmuje uczelnie uznawane przez Ministerstwo Edukacji i Umiejętności Irlandii. 
Szkolnictwo wyższe w Irlandii składa się głównie z 7 uniwersytetów, 14 instytutów technicznych (politechnik), 7 college edukacyjnych.

## Uniwersytety
- Dublin City University
- National University of Ireland(inne języki)
  - University College Cork(inne języki)
  - University College Dublin
  - National University of Ireland, Galway(inne języki)
  - National University of Ireland, Maynooth(inne języki)
- University of Limerick
- University of Dublin
  - Trinity College w Dublinie

## Uczelnie techniczne
- Dublin Institute of Technology
- Athlone Institute of Technology
- Institute of Technology, Blanchardstown
- Institute of Technology, Carlow
- Cork Institute of Technology
  - Cork School of Music
  - Crawford College of Art and Design
  - National Maritime College of Ireland
- Dún Laoghaire Institute of Art, Design and Technology
- Dundalk Institute of Technology
- Galway-Mayo Institute of Technology
- Letterkenny Institute of Technology
  - Tourism College Killybegs
- Limerick Institute of Technology
- Institute of Technology, Sligo
- Institute of Technology, Tallaght
- Institute of Technology, Tralee
- Waterford Institute of Technology

## Rozpoznane collegeNational University of Ireland
- Institute of Public Administration
- Milltown Institute of Theology & Philosophy
- National College of Art and Design
- Royal College of Surgeons Ireland
- Shannon College of Hotel Management

## College edukacyjne
- The Church of Ireland College of Education
- Froebel College of Education
- Coláiste Mhuire, Marino Institute of Education
- St. Angela’s College
- St. Patrick’s College of Education
- Mary Immaculate College
- Mater Dei Institute

## Pozostałe
- All Hallows College
- Dublin Insitute for Advanced Studies
- Garda College
- Military College
- National College of Ireland
- Pontifical University of Maynooth
- Royal Irish Academy of Music
- St Patrick’s, Carlow College
- Honorable Society of Kings Inn
- Law Society of Ireland